# Plymouth, Nebraska
Plymouth är en ort i Jefferson County i delstaten Nebraska, USA.